# Manoir de Kerméno
Le manoir de Kerméno est un édifice situé à Grand-Champ en France.

## Localisation
Le manoir est situé sur le territoire de la commune de Grand-Champ, au lieu-dit Kerméno, dans le département du Morbihan en région Bretagne.

## Description
Le manoir date du XVIe siècle. Édifice à un étage carré, élévation à travées, construit en moellons de granite. Toiture à longs pans recouverte d'ardoises. Escalier demi-hors-œuvre : escalier tournant à retours sans jour.

## Historique
Le manoir date probablement du XVIe siècle, il est remanié au XVIIe siècle dans la partie centrale. Reprise entre la première travée ouest (plus récente) et le corps principal. Travée est construite au XIXe siècle. Blasons non identifiés (l'un sculpté semblable à celui du Cosquer, l'autre peint) placés sur deux cheminées.
Il est inscrit à l'inventaire général du patrimoine culturel.